# Беви
Беви (фр. Bévy) насеље је и општина у источном делу централне Француске у региону Бургоња, у департману Златна обала која припада префектури Дижон.
По подацима из 2011. године у општини је живело 95 становника, а густина насељености је износила 18,06 становника/km². Општина се простире на површини од 5,26 km². Налази се на средњој надморској висини од 410 метара (максималној 626 m, а минималној 329 m).

## Демографија
| 1962. | 1968. | 1975. | 1982. | 1990. | 1999. | 2011. |
| ----- | ----- | ----- | ----- | ----- | ----- | ----- |
| 43    | 54    | 62    | 70    | 80    | 91    | 95    |

График промене броја становника у току последњих година